# Émilien Morissette
Pour les articles homonymes, voir Morissette.
Émilien Morissette (16 mars 1927) est un économiste et homme politique fédéral du Québec.
Né à Mont-Joli dans la région du Bas-Saint-Laurent, il devint député du Parti progressiste-conservateur du Canada dans la circonscription de Rimouski lors des élections de 1958. Il est défait en 1962.